# Детские сцены
Детские сцены (нем. Kinderszenen), опус 15 ― сборник из тринадцати пьес для фортепиано, написанный Робертом Шуманом в 1838 году. Наиболее известен по пьесе № 7 «Грёзы».

## Список
| Название                                                        | Тональность           | Аудио |
| --------------------------------------------------------------- | --------------------- | ----- |
| 01. Von fremden Ländern und Menschen 00.О чужих странах и людях | соль мажор            |       |
| 02. Kuriose Geschichte 00.Любопытная история                    | ре мажор              |       |
| 03. Hasche-Mann 00.Игра в жмурки                                | си минор              |       |
| 04. Bittendes Kind 00.Просящее дитя                             | ре мажор              |       |
| 05. Glückes genug 00.Полное счастье                             | ре мажор              |       |
| 06. Wichtige Begebenheit 00.Важное событие                      | ля мажор              |       |
| 07. Träumerei 00.Грёзы                                          | фа мажор              |       |
| 08. Am Kamin 00.У камина                                        | фа мажор              |       |
| 09. Ritter vom Steckenpferd 00.Игра в лошадки                   | до мажор              |       |
| 10. Fast zu ernst 00.Почти серьёзно                             | соль-диез минор       |       |
| 11. Fürchtenmachen 00.Страшилка                                 | ми минор — соль мажор |       |
| 12. Kind im Einschlummern 00.Засыпающий ребёнок                 | ми минор — ми мажор   |       |
| 13. Der Dichter spricht 00.Говорит поэт                         | соль мажор            |       |